# La Chocota
Es una localidad rural perteneciente a la Comuna de Puchuncaví, Provincia de Valparaíso, Región de Valparaíso, Chile. Se ubica entre las localidades de Horcón y Las Ventanas (su población es de 762 habitantes).

## Comercio
Está constituido por almacenes menores, ferreterías, marisquerías, aserraderos, artesanías, talleres de costura, cabañas de arriendo, cámpines y la agricultura.
En el ámbito turístico, la localidad cuenta con la playa El Tebo, lugar con un paisaje paradisíaco y playas pequeñas con una flora y fauna variada, resalta el centro turístico Club El Tebo.

## Organizaciones e instituciones
Clubes deportivos, juntas de vecinos, clubes de adultos mayores, centros de madres, centros juveniles, centros religiosos, colegio y una escuela básica rural.

## Servicios básicos
Luz, agua potable, iluminación pública, transporte y un camino vehicular que cruza la localidad de extremo a extremo.
- Datos: Q5962889